# Malkari
Malkari est un jeu vidéo 4X de stratégie au tour par tour développé par Interactive Magic, sorti en 1999 sur PC (Windows). Le jeu reprend le thème et les principes de Master of Orion II. Comme ce dernier, il a pour thème la conquête spatial et se déroule au tour par tour. Les joueurs font partie d'une guilde spatiale qu'ils doivent développer au sein d'une galaxie grâce au commerce, à la diplomatie ou à la puissance militaire. Le jeu dispose d'un mode multijoueur qui autorise jusqu'à 40 participants.

## Accueil
| Malkari |      |       |
| Média   | Pays | Notes |
| PC Zone | UK   | 83 %  |